# Dry Tortugas
De Dry Tortugas is een groep van eilanden in de Golf van Mexico, die tot de Amerikaanse staat Florida behoren. De Dry Tortugas hebben een gezamenlijke oppervlakte van 58,4 ha, bestaande uit zeven onbewoonde eilanden, enkele zandbanken en talloze koraalriffen. Ze vormen de meest westelijke eilandengroep van de Florida Keys.
De eilanden werden in 1513 door Juan Ponce de León ontdekt, die er de naam "Tortugas" aan gaf, omdat er veel zeeschildpadden voorkomen. Later werd het woord "Dry" toegevoegd, vanwege het gebrek aan drinkwater aldaar. 
De archipel wordt sinds 1908 beschermd. In 1992 werd ze uitgeroepen tot Dry Tortugas National Park.

## Eilanden
De eilanden zijn:
- Loggerhead Key, 260.000 m²
- Garden Key, 170.000 m²
- Bush Key, 120.000 m².
- Long Key, 8.000 m²
- Hospital Key, 4.000 m²
- Middle Key, 6.000 m²
- East Key, 16.000 m²